# Trash the dress

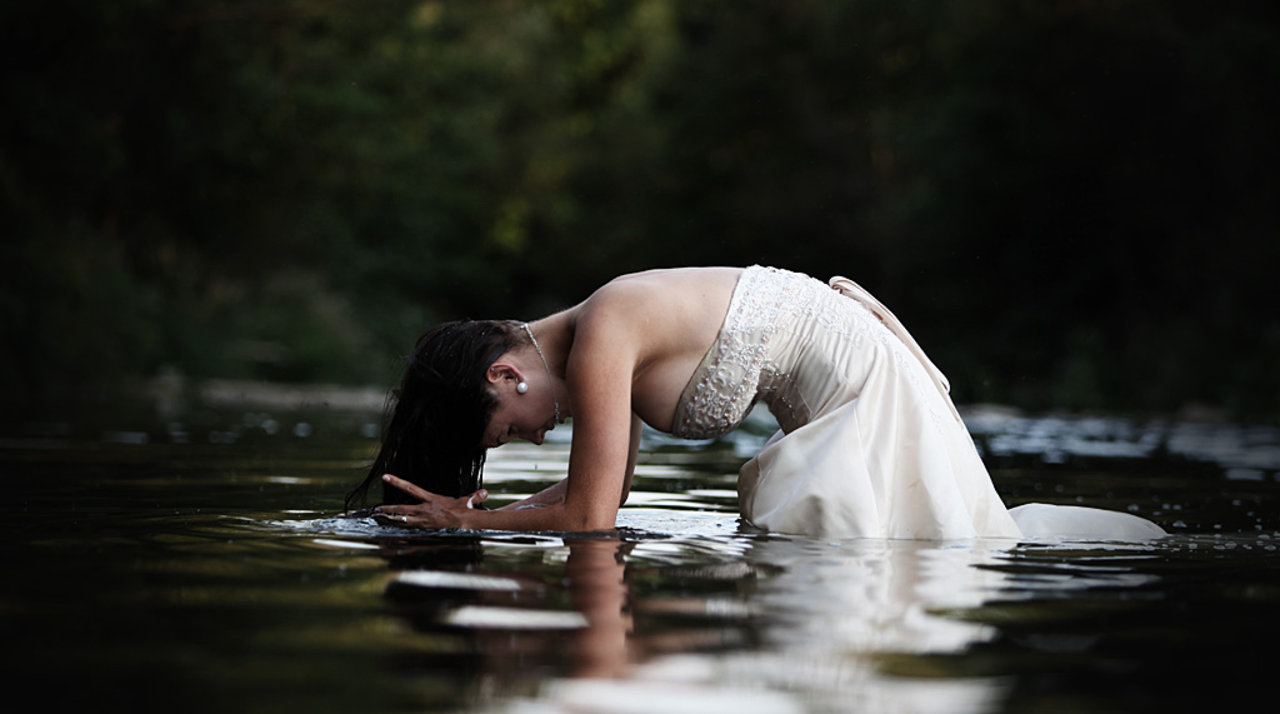
« Trash the dress » aquatique, en septembre 2012.

« Trash the dress » (en français, littéralement, « bousille la robe ») est un néologisme anglais qui désigne une tendance venue des États-Unis pour immortaliser un mariage par des photographies décalées. Si de telles photographies, prises juste après la cérémonie, nécessitent d'endommager la robe de la mariée, elles sont cependant considérées alors comme permettant de conserver du mariage un souvenir plus marquant qu'en gardant simplement la robe dans une housse.

## Origine

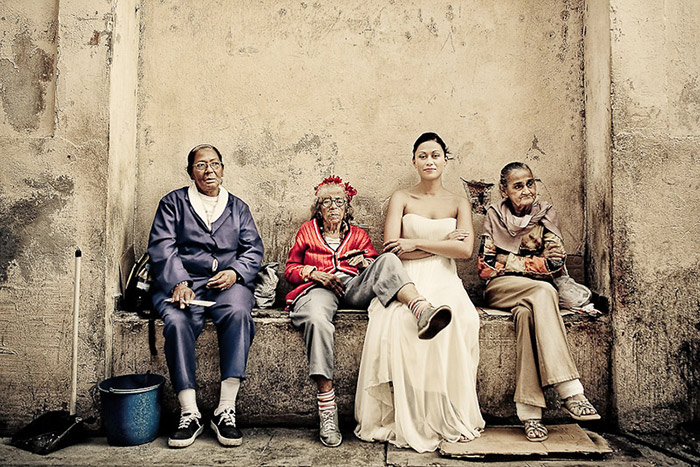
La Havane, janvier 2013.

Selon The New York Times, c'est le photographe de Las Vegas, John Michael Cooper, qui a lancé la mode du « trash the dress », et ceci dès 2001. D'après ce photographe, c'est la lassitude qu'il éprouvait à faire toujours les mêmes ennuyeuses photos de mariage qui l'a amené à persuader certaines de ses clientes de poser après leur mariage dans un environnement à la fois excentrique et crasseux. 
Après tout, ajoute-t-il, « dans la photographie de mode, on place souvent des gens réellement très beaux dans un environnement très laid ; et c'est cette technique que j'applique au mariage ».
Cependant, l'idée de détruire symboliquement sa robe de mariée avait déjà été utilisée par Hollywood dès octobre 1998 dans la série télévisée Sunset Beach, où le personnage de Meg Cummings (en) se précipite dans l'océan dans sa robe de mariée, après que son mariage a été interrompu.

## Description
« Trash the dress » est aussi connu sous les noms de « fearless bridal » (« la noce intrépide ») ou « rock the frock » (mot-à-mot, « fais bouger les fringues », dans le sens de « mets de l'ambiance avec tes fringues »). C'est un style de photographie de mariage qui joue sur le contraste entre l'élégance de la robe de mariée et l'environnement décalé, hors de propos, dans lequel elle est photographiée. Ces photographies sont en général prises dans le style photo de mode ou dans un style glamour, qui renforce ce contraste.
Le but de ce genre de photographie est, en sacrifiant la robe, de garder du mariage un souvenir inoubliable par son originalité, liée directement aux moyens choisis pour « bousiller » la robe, au contraire des mariées traditionnelles qui « momifient » la leur en la conservant pieusement dans une housse,.
Ces photographies sont souvent prises sur la plage ou dans l'eau, mais aussi d'autres lieux tels que les rues, les étangs, les décharges, les toits, les bâtiments abandonnés ou encore les champs et autres endroits insolites.
La femme porte souvent une robe de bal ou sa robe de mariée et la « bousille » pendant la séance photo en la mouillant, en la salissant, voire en la déchirant, en la détruisant, et même en la brûlant. 
La séance photo n'est cependant pas sans risque, non seulement pour la robe, mais aussi pour la mariée : si l'une des mariées photographiée en 2005 par John Michael Cooper a trouvé l'eau où elle s'est plongée « froide au point de tomber en hypothermie », une autre mariée — qui voulait commémorer l'événement par « des photos géniales et des souvenirs de moi dans ma robe de mariée » — s'est noyée en décembre 2012 à Rawdon dans la rivière Ouareau, au Québec, sous le poids de sa lourde robe saturée d'eau,.

## Galerie d'images

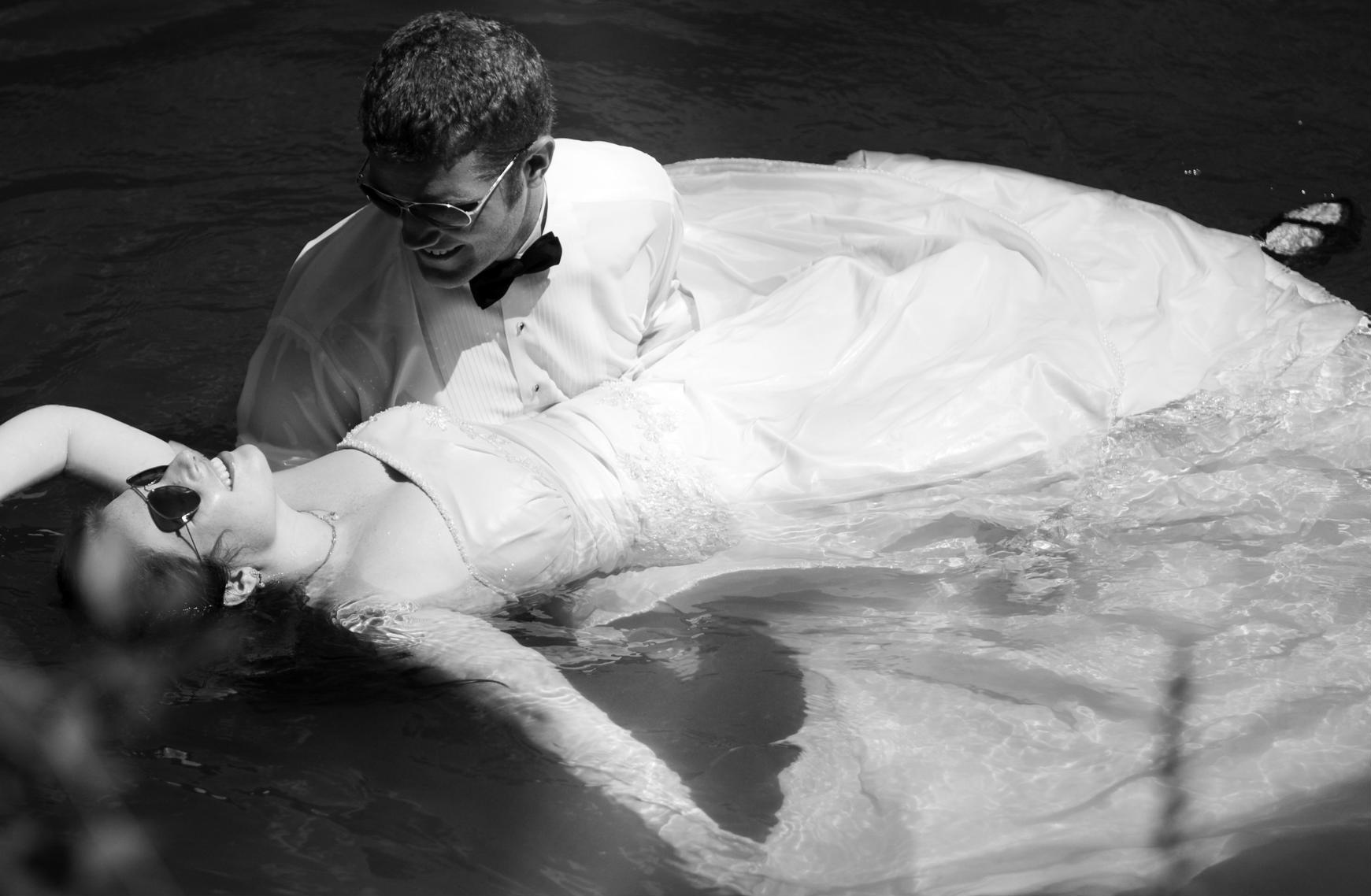
« Trash the dress » aquatique, avec l'aide du marié.
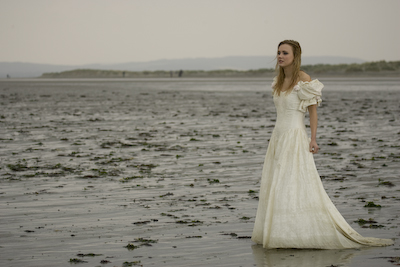
« Trash the dress » à la plage.
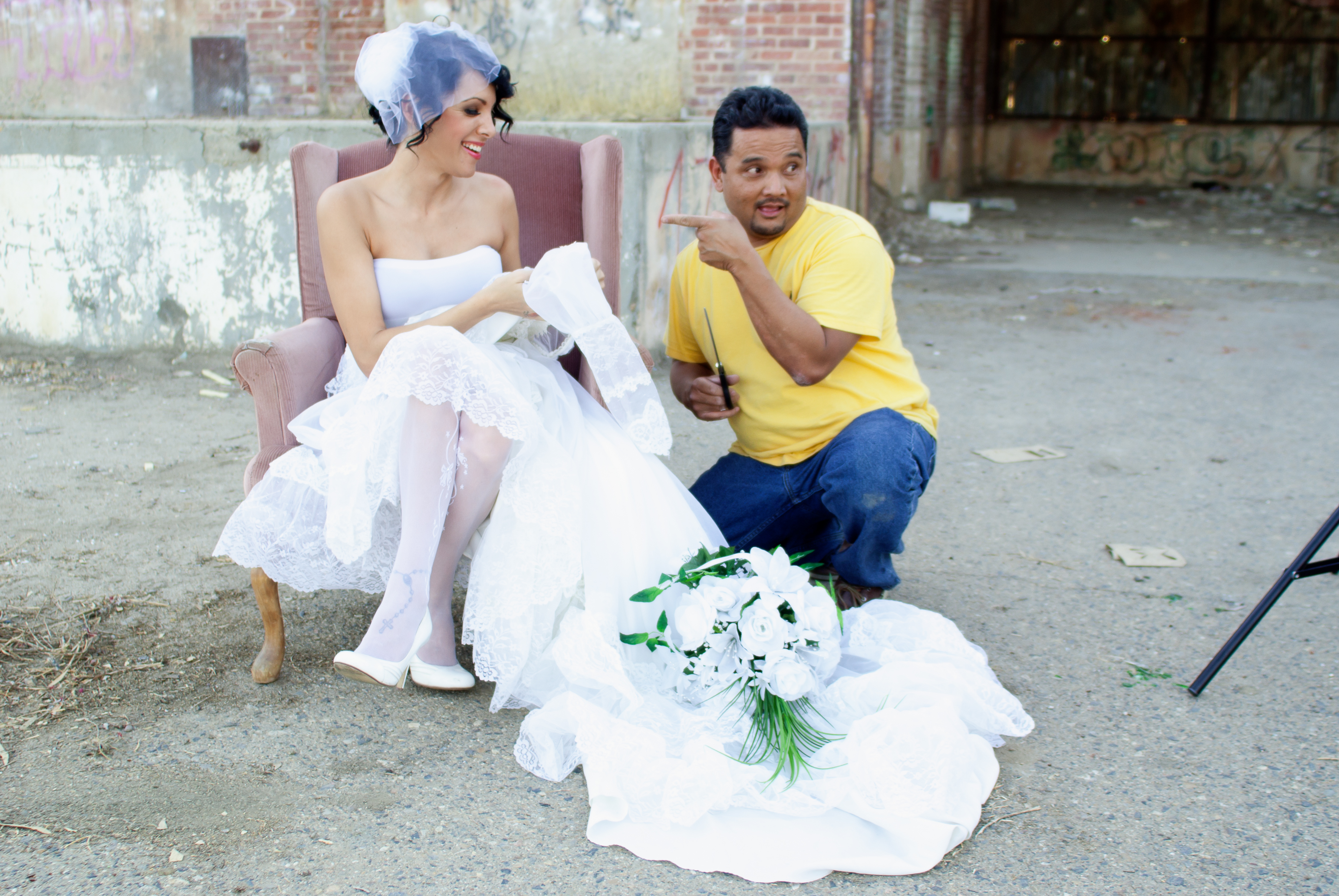
« Trash the dress » au bouquet.